# Cheumatopsyche kitutuensis
Cheumatopsyche kitutuensis är en nattsländeart som beskrevs av G. Marlier 1962. Cheumatopsyche kitutuensis ingår i släktet Cheumatopsyche och familjen ryssjenattsländor. Inga underarter finns listade i Catalogue of Life.